# Graniczna Placówka Kontrolna Straży Granicznej w Lesznej Górnej
Graniczna Placówka Kontrolna Straży Granicznej w Lesznej Górnej – zlikwidowana graniczna jednostka organizacyjna Straży Granicznej wykonująca kontrolę graniczną osób i środków transportu bezpośrednio w przejściach granicznych na granicy państwowej z Republiką Czeską.

## Formowanie i zmiany organizacyjne
Graniczna Placówka Kontrolna Straży Granicznej w Lesznej Górnej (GPK SG w Lesznej Górnej), z siedzibą w miejscowości Leszna Górna, została utworzona 1 marca 2000, po wyłączeniu jej ze struktur Granicznej Placówki Kontrolnej Straży Granicznej w Cieszynie (GPK SG w Cieszynie) i weszła w struktury Śląskiego Oddziału Straży Granicznej w Raciborzu .
W 2000 rozpoczęła się reorganizacja struktur Straży Granicznej związana z przygotowaniem Polski do wstąpienia do Unii Europejskiej i przystąpieniem do Traktatu z Schengen. Podczas restrukturyzacji wprowadzono kompleksową ochronę granicy już na najniższym szczeblu organizacyjnym tj. strażnica i graniczna placówka kontrolna. Wprowadzona całościowa ochrona granicy zniosła podział na graniczne jednostki organizacyjne ochraniające tylko tzw. „zieloną granicę” i prowadzące tylko kontrole ruchu granicznego. W wyniku tego, 2 stycznia 2003 przejęła wraz z obsadą etatową pod ochronę odcinek, po zlikwidowanej strażnicy SG w Lesznej Górnej .
Jako Graniczna Placówka Kontrolna Straży Granicznej w Zebrzydowicach funkcjonowała do 23 sierpnia 2005 i 24 sierpnia 2005 Ustawą z 22 kwietnia 2005 O zmianie ustawy o Straży Granicznej... została przekształcona na Placówkę Straży Granicznej w Lesznej Górnej (PSG w Lesznej Górnej) .

## Ochrona granicy
2 stycznia 2003 GPK SG w Lesznej Górnej przejęła pod ochronę, po zlikwidowanej Strażnicy SG w Lesznej Górnej odcinek granicy państwowej:
- Włącznie znak graniczny nr I/46, wyłącznie znak gran. nr I/79.

### Przejścia graniczne
- Leszna Górna-Horní Líštná
- Jasnowice-Bukovec
- Puńców-Kojkovice – od 2.01.2003.

## Sąsiednie graniczne jednostki organizacyjne
- Strażnica SG w Ustroniu-Poniwcu ⇔ GPK SG w Cieszynie.

## Kierownictwo granicznej placówki kontrolnej
| stanowisko | stopień imię i nazwisko        | okres pełnienia służby | kolejne stanowisko         |
| ---------- | ------------------------------ | ---------------------- | -------------------------- |
| komendant  | kpt. SG/mjr SG Zbigniew Liszka | 1.03.2000–23.08.2005   | K-nt PSG w Lesznej Górnej  |
| z-ca k-nta | mjr SG Jan Nowakowski          | 1.03.2000–31.12.2002   | Ubył do GPK SG w Cieszynie |
| z-ca k-nta | ppłk SG Andrzej Wróbel         | od 2.01.2003           |                            |
| z-ca k-nta | mjr SG Bogusław Tomczak        | 1.03.2000–23.08.2005   |                            |

Przejścia graniczne podległe GPK SG w Lesznej Górnej
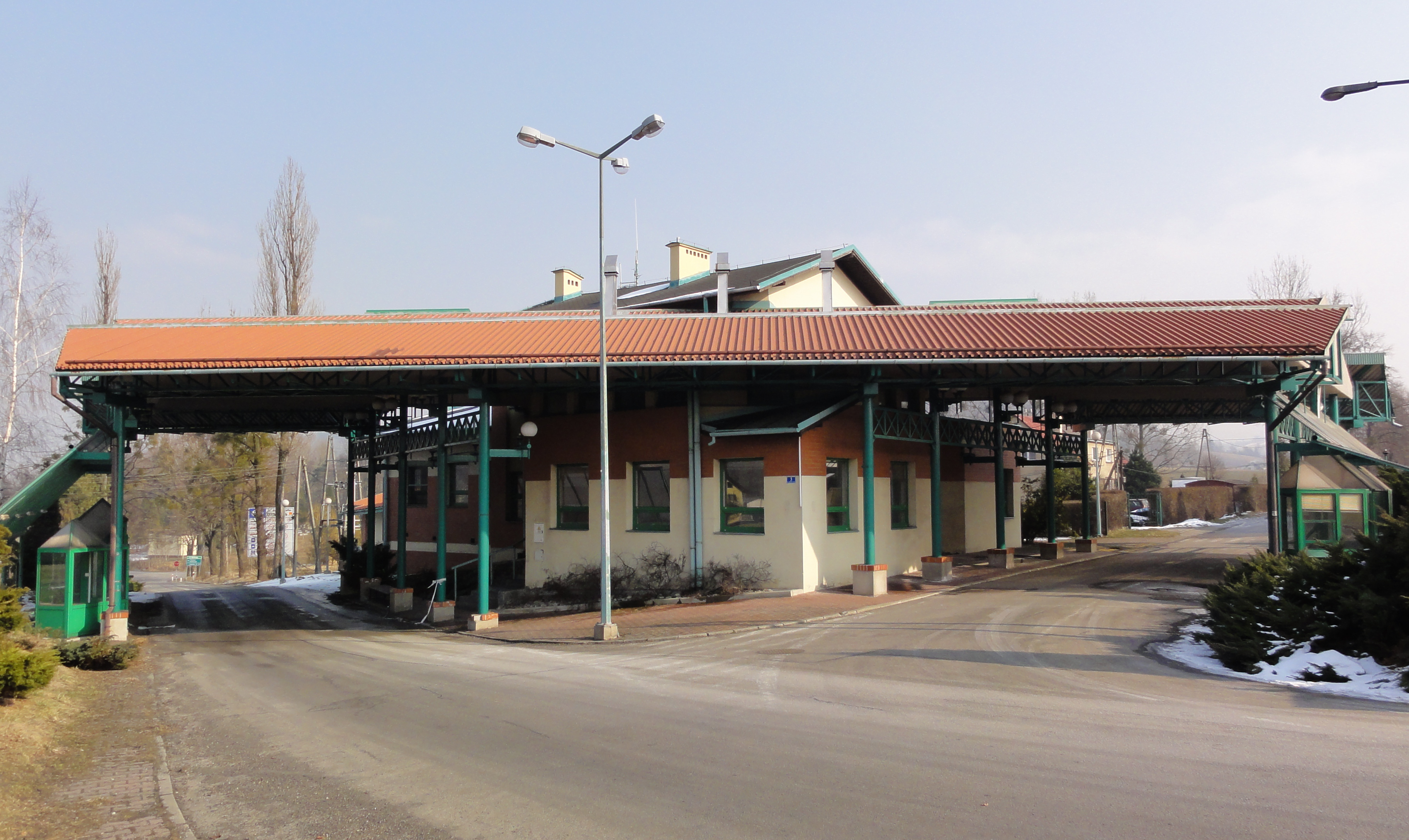
Leszna Górna-Horní Líštná (marzec 2011)
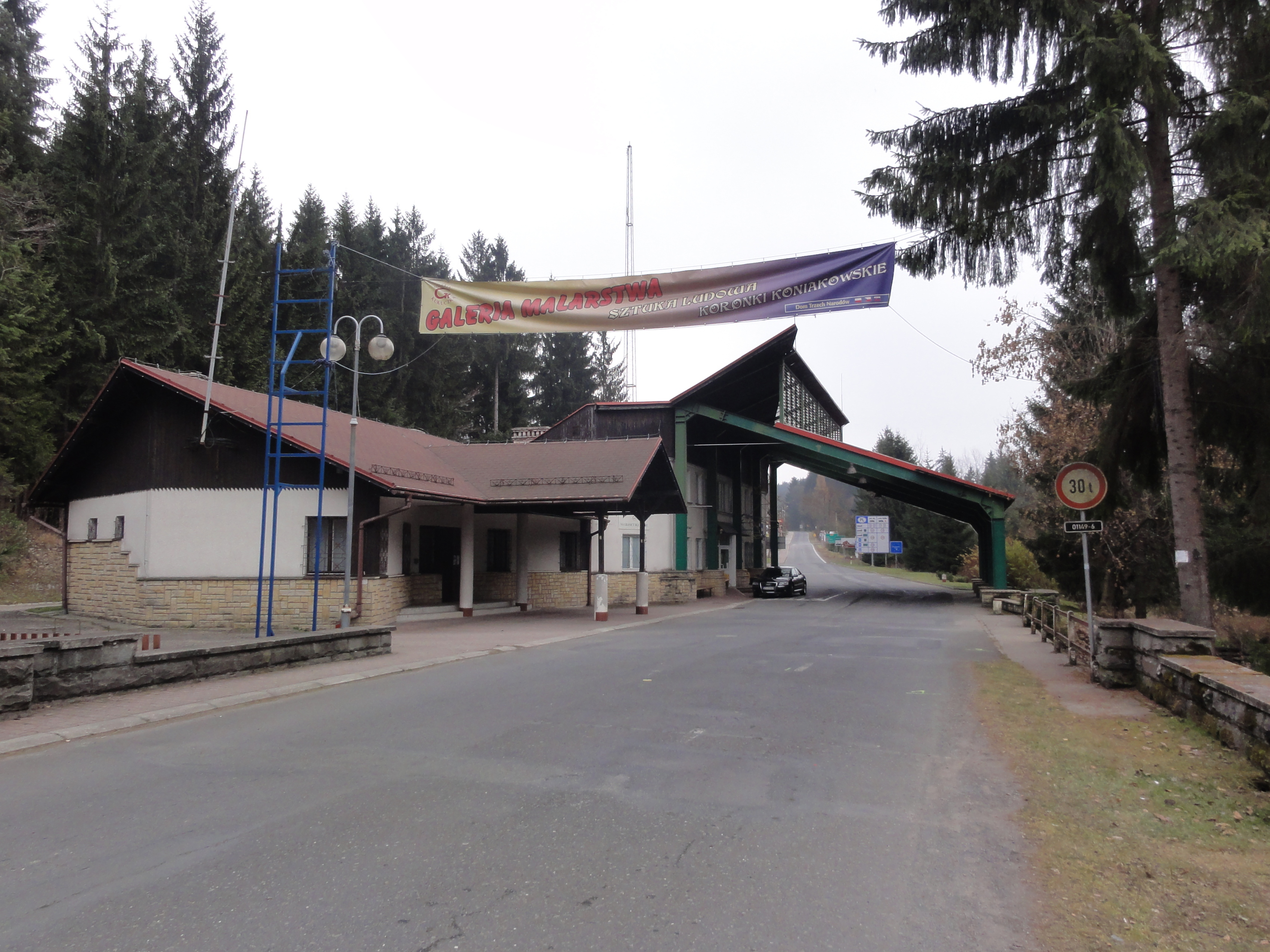
Jasnowice-Bukovec (listopad 2011)